# 伪满洲国中央银行旧址

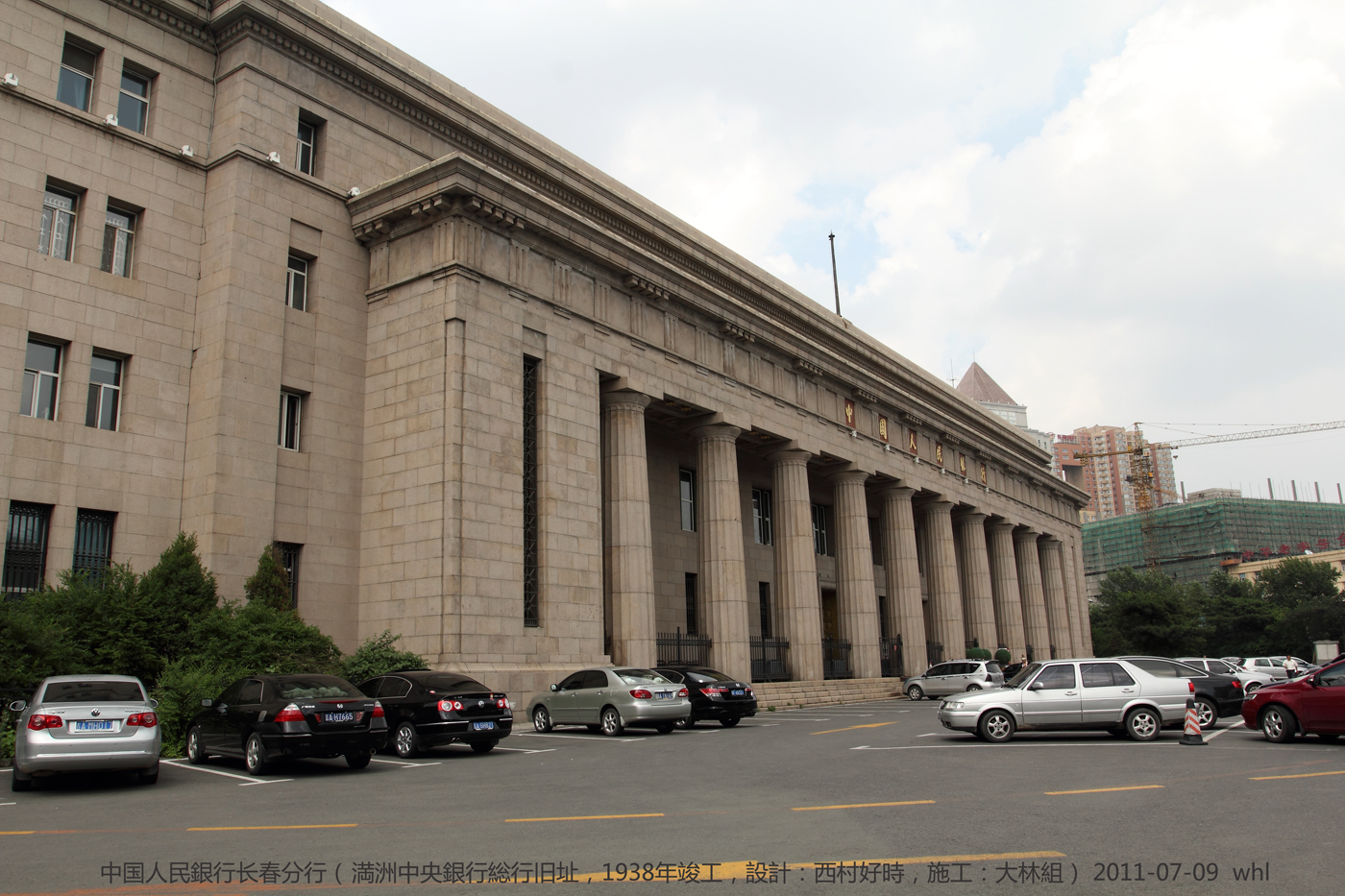
近照

伪满洲国中央银行旧址是原滿洲中央銀行总行建筑，位于今吉林省长春市朝阳区人民广场西北，由日本建築師西村好時所设计，大林组建设。
目前驻有中国人民银行长春中心支行、中国工商银行长春人民广场支行、中国农业银行长春人民广场支行等多家单位。

## 历史沿革
1934年4月兴建，1938年8月完成主体建筑，西南侧未建成。1987年，大楼西南侧按照原始图纸设计修建完成。
2013年3月，中国国务院公布为第七批全国重点文物保护单位（近现代重要史迹及代表性建筑）。